# 亞爾薇特
亞爾薇特（古挪威語：alvitr），全名赫沃爾·亞爾薇特（Hervör alvitr）。在北歐日耳曼神話中，亞爾薇特是女武神之一，代表著「全智」，是全智者與無所不知的象徵。亞爾薇特在《詩體埃達》被證明是女武神赫拉斯古斯的妹妹，也就是說她們都是國王赫勒德維爾的女兒，也是鐵匠韋蘭德的妻子。